# Ever Monaco

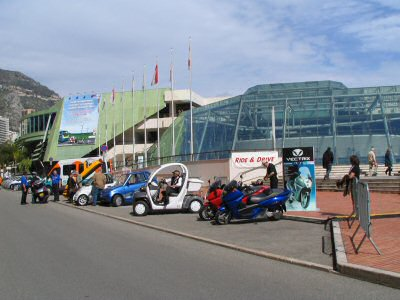
Probefahrt während des Ever MOnaco 2006

Ever Monaco (Conférence et Exposition Internationales Véhicules Ecologiques et Energies Renouvelables) ist eine jährliche Ausstellung und Konferenz in Monaco, welche die neueste Technologie von erneuerbarer Energie zur Schau stellt mit einem Fokus auf Autodesign. EVER ist ein Akronym für „ökologische Träger und auswechselbare Energie“. Sie findet auf der 35.000 m² großen Arena in und um Monacos Grimaldi Forum an den Ufern des Mittelmeers statt.
Im Jahr 2005 wurde das Sportauto Venturi Fétish, das erste zweisitzige Elektroauto der Welt, auf der Ever Monaco vorgestellt.